# Horn von Hornau

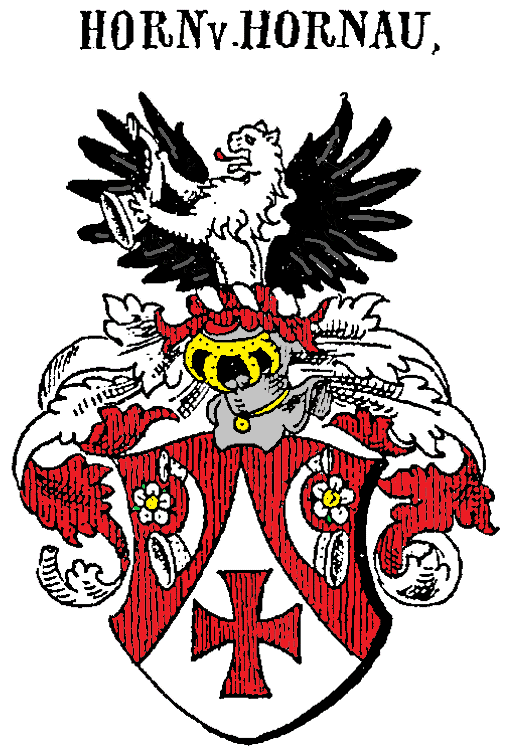
Wappen der Horn von Hornau im Siebmachers Wappenbuch (nachkoloriert)

Horn von Hornau ist der Name eines erloschenen schlesisch-böhmischen Briefadelsgeschlechts.
Die Familie ist zu unterscheiden von einer Vielzahl anderer Geschlechter namens Horn (siehe Liste der Adelsgeschlechter namens Horn).

## Geschichte
Laut Leopold von Zedlitz-Neukirch kam das Geschlecht von Niedersachsen nach Schlesien. Stammvater des Geschlechts war Johann Heinrich Horn, kurpfälzisch-trierischer Kammerrat und Assessor, der am 28. Januar 1722 den böhmischen Adelsstand mit dem Prädikat „von Hornau“ verliehen bekam. Er war angestellt bei der Verwaltung des Bistums Breslau, das 1683 Franz Ludwig von Pfalz-Neuburg, später Kurfürst zu Trier, erhalten hatte. Johann Heinrich Horn hatte nur einen Sohn, Johann Philipp Horn von Hornau, der den geistlichen Stand wählte und 1747 Domherr zu Glogau war.
Diesen Domherrn Johann Philipp Horn von Hornau setzt Leopold von Ledebur fälschlicherweise gleich mit Johann Philipp Jakob von Horn-Goldschmidt († 1796), Domherr zu Köln und Stiftsherr zu Wimpfen, aus dem Geschlecht Horn genannt Goldschmidt, das die kölnischen Lehen Eikerhof/Eggerhof bei Lidberg sowie Friedhof und Vogelsang bei Neuss besaß (urkundlich 1577–1785). Letzterer Johann Philipp Horn genannt Goldschmidt war jedoch ein Sohn von Philipp Jacob Horn genannt Goldschmidt (1693–1733) und Maria Anna Tirriartz († 1731). Die Horn genannt Goldschmidt führten auch ein anderes Wappen (In Silber ein schwarzes Horn).

## Wappen
Blasonierung: In Rot eine bis zum oberen Schildrand gezogene silberne Spitze belegt mit einem roten Tatzenkreuz und beiderseits begleitet von einem pfahlweise gestellten silbernen, das Mundstück gegen den Schildrand kehrenden Jagdhorn, in dessen Krümmung eine silberne Rose. Auf dem rot-silbern bewulsteten Helm mit rot-silbernen Helmdecken ein schwarzer offener Flug, zwischen dem ein wachsender silberner Löwe, das Jagdhorn in den Pranken.